# DQS
La Deutsche Gesellschaft zur Zertifizierung von Managementsystemen, acronimo DQS, in italiano "società tedesca per la certificazione dei sistemi di gestione") è una società a responsabilità limitata tedesca che guida il gruppo di imprese organizzato sotto il nome di DQS Group, una delle principali figure di riferimento nel mondo nella fornitura di sistemi di controllo e gestione della qualità.

## Storia
DQS Holding Srl è stata fondata nel 1985 a Francoforte sul Meno, dove risiede, ancora oggi, la sede principale. 
La holding nasce dall'esigenza dei soci fondatori, DGQ (Deutsche Gesellschaft für Qualität – organismo tedesco di controllo della qualità) e DIN (Deutsche Institut für Normung – istituto tedesco per la standardizzazione) di dare una spinta all'economia tedesca agevolando il commercio nazionale ed internazionale. Un organismo di valutazione in grado di certificare in maniera indipendente e neutrale il livello di qualità dei propri clienti, rappresentava appunto uno strumento ideale per rafforzare la competitività degli stessi a livello internazionale.
La nascita di DQS Holding S.r.l. risulta direttamente correlata alla pubblicazione, nella seconda metà degli anni ottanta, della serie di norme denominata ISO 9000 ed ISO 9001, principale standard di controllo della qualità nel mondo. Già nel 1986 DQS emette il primo certificato di conformità per lo standard di sistemi di gestione in qualità (BS 5750) in Germania in qualità di primo ente certificatore nel Paese.
Dopo la fusione DQS con la Sparte Management Systems Solutions (MSS) della americana Underwriters laboratories Inc, avvenuta nel marzo 2008, DQS – UL Group (questo il nuovo nome) rappresenta uno dei più grandi enti certificatori mondiali di sistemi di gestione in qualità. L'azienda ha cambiato il suo nome in "DQS Group" a giugno 2015.

## Organizzazione
DQS Group conta 80 uffici distribuiti in più di 60 paesi. Ai circa 20.000 clienti del gruppo DQS al momento corrispondono approssimativamente 58.000 certificazioni eseguite con riferimento a diversi settori di operatività e distribuite in circa 130 Paesi. 
La società impiega circa 2.800 dipendenti in tutto il mondo, di cui circa 2.500 auditor. Tra le società più grandi comprese nel gruppo vengono annoverate la DQS Inc (USA), la DQS do Brasil Ltd, DQS Japan, la DQS Medizinprodukte Srl, e la DQS Deutschland Srl.

## Attività sociale
Il gruppo DQS è impegnato nella fornitura di servizi di valutazione, certificazione e consulenza alle aziende ed alle imprese operanti in qualsiasi tipo di settore in tutto il mondo. Ecco alcuni tra i principali standard qualitativi internazionali che DQS Group può certificare: 
- ISO 9001 (Qualità)
- ISO 14001 (Ambiente)
- ISO 50001 (Gestione dell'energia (Energy Management)
- ISO 45001 (Sicurezza sul lavoro)
- IATF 16949 (Automotive)
- ISO 27001 (Information Security)
- ISO 13485 (Dispositivi Medici)
- ISO/TS 22163:2017/IRIS (Railway Industry)
- EN 9100ff (Aerospace)

Tra i settori in cui l'attività di DQS Group acquista sempre crescente importanza troviamo: Sistemi di gestione del rischio (Risk Management), Sostenibilità (Sustainability), Protezione dei dati (Data Protection), Business excellence e Sistemi di gestione integrati.

### Il metodo di lavoro
Il gruppo utilizza un approccio di valutazione singolare: la maggioranza degli auditor impiegati sono soggetti che prestano la propria attività nello specifico settore di mercato cui appartiene l'impresa oggetto di valutazione e prestano il servizio ad essi richiesto da DQS sulla base di un rapporto di collaborazione. Tali soggetti sono così in grado di fornire un approccio pratico ed orientato al mercato destinato ad unirsi al know how di DQS Group. In particolare questa metodologia di lavoro permette a DQS Group di fornire servizi specialistici per ogni categoria di prodotto e servizio, con il fine di ottenere un tipo di valutazione rispettosa delle esigenze di mercato.

### IQNet - Il Network internazionale di Certificazione
DQS è membro fondatore e titolare di IQNet. 
IQNet, fondata nel 1990 sotto il nome di EQNet (European Quality Network) come network europeo tra enti di certificazione, ha allargato successivamente i propri confini fino a comprendere 36 dei principali enti di certificazione nel mondo. Proprio l'ammissione di partner internazionali ha portato a modificare il nome in IQNet (International Quality Network). 
I partner IQNet forniscono servizi in oltre 100 paesi, con più di 7000 auditor per un totale di più di 30 lingue diverse.